# Grzybówka purpurowobrązowa

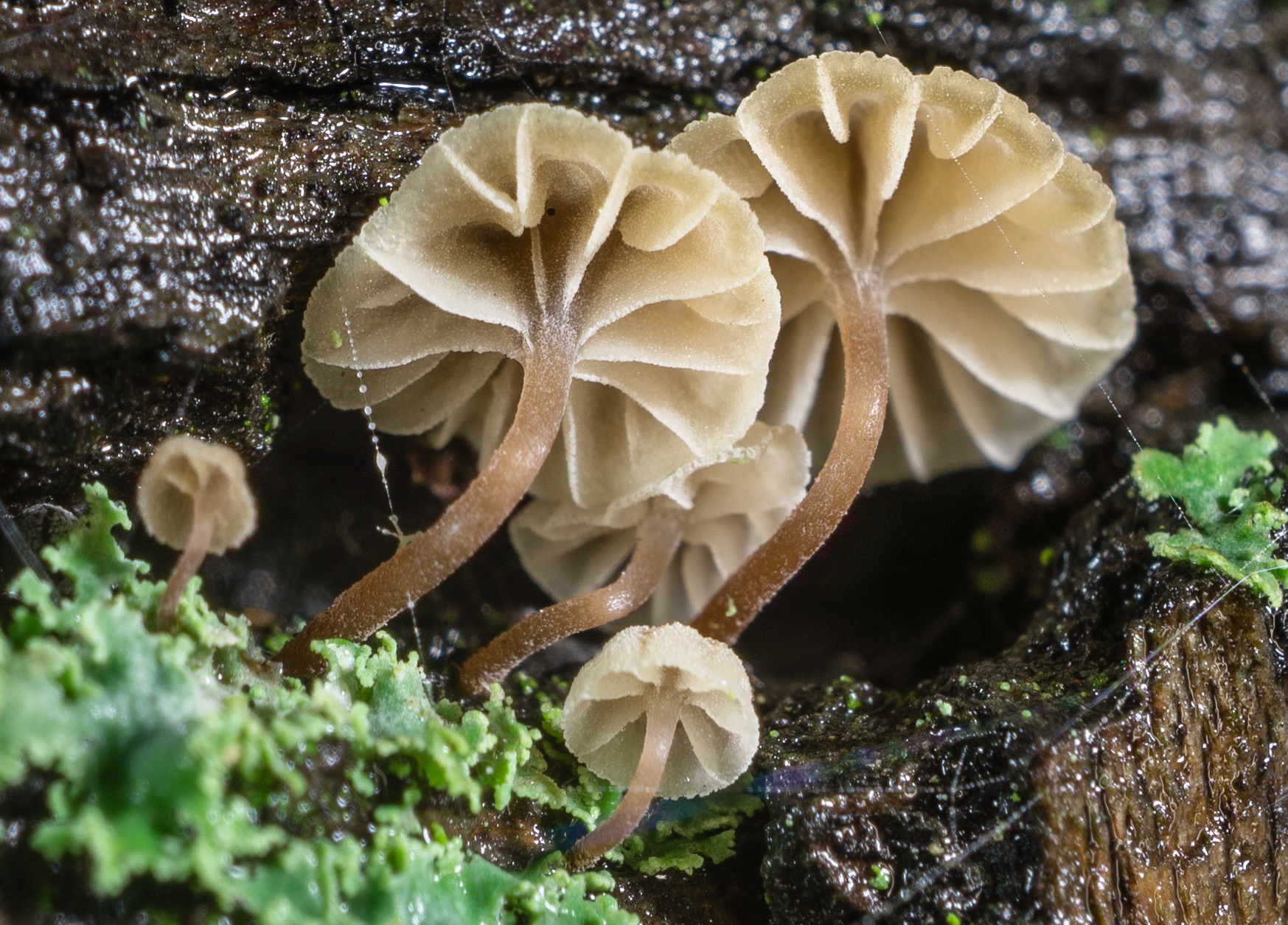

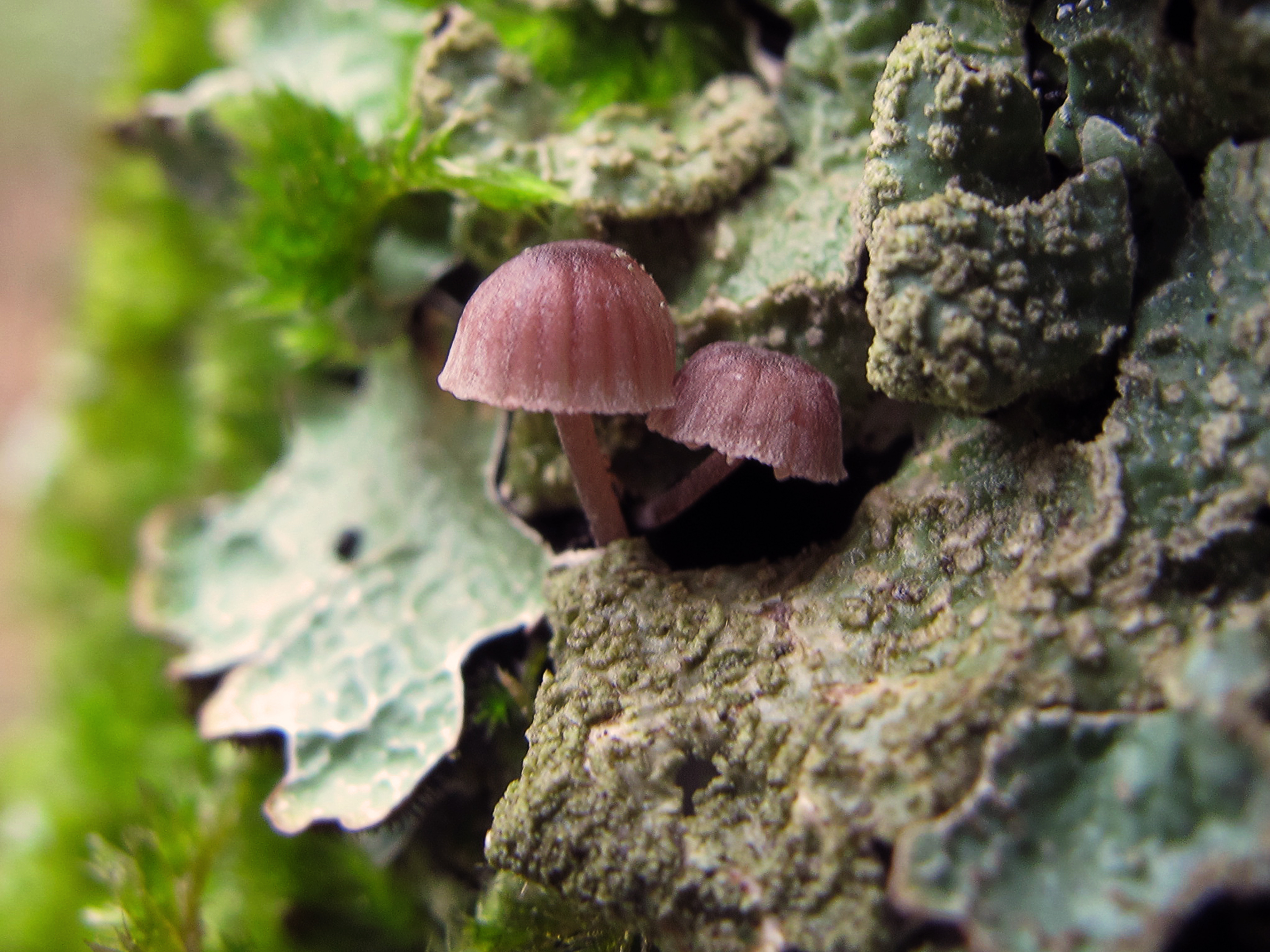

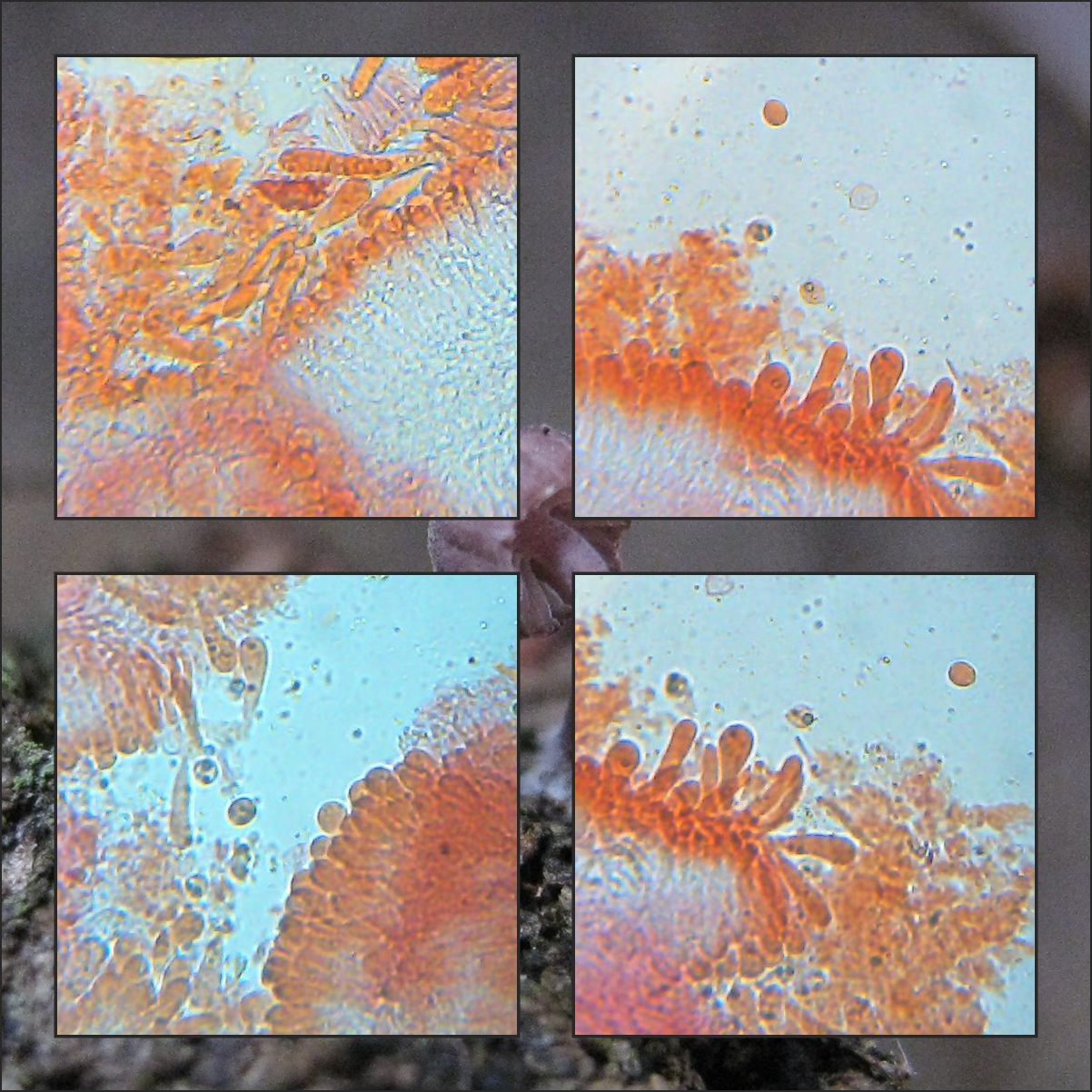
Zdjęcia mikroskopowe

Grzybówka purpurowobrązowa, grzybówka korowa (Mycena meliigena (Berk. & Cooke) Sacc.) – gatunek grzybów z rodziny grzybówkowatych (Mycenaceae).

## Systematyka i nazewnictwo
Pozycja w klasyfikacji według Index Fungorum: Mycena, Mycenaceae, Agaricales, Agaricomycetidae, Agaricomycetes, Agaricomycotina, Basidiomycota, Fungi.
Takson ten opisali w 1878 r. Miles Joseph Berkeley i Mordecai Cubitt Cooke, nadając mu nazwę Agaricus meliigena. Obecną, uznaną przez Index Fungorum nazwę, nadał mu Pier Andrea Saccardo w 1887 r.
Synonimy:
- Agaricus meliigena Berk. & Cooke 1878
- Mycena meliigena f.  alba Courtec. 1986
- Prunulus meliigena (Berk. & Cooke) Murrill 1916

Franciszek Błoński w 1888 r. opisywał ten gatunek pod polską nazwą bedłka korowa. Maria Lisiewska w 1987 r. nadała mu nazwę grzybówka korowa. Władysław Wojewoda w 2003 r. zaproponował nazwę grzybówka purpurowobrązowa.

## Morfologia
Kapelusz
Średnica 5–10 mm, półkulisty, paraboliczny lub dzwonkowaty, często nieco spłaszczony, lub na środku wklęsły, promieniście bruzdowany i półprzeźroczyście prążkowany. Powierzchnia oprószona, winno-czerwona, brązowawo-różowa, ciemnofioletowa, bladobrązowa z liliowym odcieniem, z wiekiem bardziej brązowawa.
Blaszki
W liczbie 6–24 dochodzących do trzonu, szerokie, brzuchate, przyrośnięte lub zbiegające z krótkim ząbkiem. Początkowo są tej samej barwy co kapelusz, bladawe, potem mniej lub bardziej szarobrązowe. Ostrza jaśniejsze.
Trzon
Wysokość 4–20 mm, grubość 0,22–4 mm, walcowaty, zgięty. Powierzchnia oprószona do biało-kłaczkowatej, połyskująca. Podstawa gęsto pokryta długimi, białymi włókienkami.
Miąższ
Bez zapachu.
Cechy mikroskopowe
Podstawki 30–36 × 10,5–13,5 µm, maczugowate, 2-zarodnikowe bez sprzążek, lub 4-zarodnikowe ze sprzążkami. Zarodniki powstające na podstawkach dwuzarodnikowych o długości do 14,5 µm, zarodniki na podstawkach 4-zarodnikowych 8–11 × 8–9,5 µm, kuliste lub prawie kuliste, amyloidalne. Cheilocystydy 15–40 × 6–14 µm, zmieszane z podstawkami, maczugowate, ze sprzążkami lub bez, pokryte nierównomiernie rozstawionymi, prostymi lub rozgałęzionymi, zakrzywionymi lub krętymi naroślami o długości do 12,5 µm. Pleurocystyd brak. Trama blaszek w odczynniku Melzera dekstrynoidalna, zmieniająca barwę na winną. Strzępki włosków kapelusza o szerokości 2,5–9 µm, pokryte brodawkami lub cylindrycznymi naroślami. Strzępki warstwy korowej trzonu brzuchate, komórki końcowe do 80 µm długości, zwykle smukłe, maczugowate, brzuchate.

## Występowanie i siedlisko
Grzybówka purpurowobrązowa znana jest w Ameryce Północnej, Europie, Rosji i w Armenii. Władysław Wojewoda w zestawieniu grzybów wielkoowocnikowych Polski w 2003 r. przytacza liczne stanowiska z uwagą, że rozprzestrzenienie tego gatunku i stopień zagrożenia nie są znane. Bardziej aktualne stanowiska podaje internetowy atlas grzybów. Grzybówka purpurowobrązowa zaliczona w nim jest do listy grzybów rzadkich, wartych objęcia ochroną. W Norwegii jest szeroko rozpowszechniona, ale dość rzadka.
Grzyb saprotroficzny. Występuje w lasach i parkach, zwykle na porośniętej mchami korze butwiejących gałęzi i pniaków drzew, zwłaszcza topoli, dębu i lipy. Owocniki od sierpnia do października.

## Gatunki podobne
Na tym samym pniu często rosną obok siebie grzybówka purpurowobrązowa i grzybówka niebieskoszara (Mycena pseudocorticola). Ta druga zwykle jest częstsza.  Młode okazy obu gatunków nie są trudne do odróżnienia, ale z wiekiem oba stają się bardziej brązowawe i mogą być trudne do zidentyfikowania makroskopowo. Mikroskopowo też są do siebie bardzo podobnie. Rudolph Arnold Maas Geesteranus w 1982 r. wskazał cechy kształtu i rozmiaru końcowych komórek kory trzonu pozwalające je łatwo odróżnić. U M. pseudocorticola komórki te są przysadziste, nie dłuższe niż 37 µm, podczas gdy u M. meliigena komórki te są znacznie dłuższe i smuklejsze. Brązowe kolory u starszych okazów mogą powodować pomylenie także z Mycena supina, ale u tego gatunku cheilocystydy mają tylko krótkie narośla. Mycena juniperina ma bladożółtobrązowy kapelusz i rośnie na jałowcu pospolitym.